# 折扇叶属
折扇叶属（学名：Myrothamnus）又名香灌木属，属于真双子叶植物大叶草目，是折扇叶科（Myrothamnaceae；又名香灌木科）的唯一一属，共2种，都是生长在非洲东部、西南沿海和马达加斯加岛西部。

## 形态
本科植物是芳香的灌木，单叶对生，有长叶鞘，有托叶，叶边有齿，在旱季叶子干燥，一旦降水出现，立即可以膨胀恢复生气。

## 分类
1981年的克朗奎斯特分类法将本科分入金缕梅目，1998年根据基因亲缘关系分类的APG 分类法认为无法将其分入任何一目，直接放到核心真双子叶植物分支下面，2003年经过修订的APG II 分类法将其编入新设立的大叶草目，但认为可以选择性地与大叶草科合并。

### 内部分类
本属两种如下：
- 折扇叶 Myrothamnus flabellifolia Welw., 1859：又名密罗木。
- 香折扇叶 Myrothamnus moschata Baill., 1870：马达加斯加特有种。